# Siviriez
Siviriez es una comuna suiza del cantón de Friburgo, situada en el distrito de Glâne. Limita al norte con las comunas de Billens-Hennens y Romont, al noreste con Mézières, al este con Vuisternens-devant-Romont, al sur con Le Flon, al suroeste con Ursy, y al oeste con Brenles (VD).
La comuna actual es el resultado de la fusión el 1 de enero de 2004 de las comunas de Chavannes-les-Forts, Prez-vers-Siviriez y Villaraboud con la comuna de Siviriez.

## Transportes
Ferrocarril
Cuenta con una estación ferroviaria en la que efectúan parada trenes regionales.